# 埃娃·博萨科娃
埃娃·博萨科娃（捷克語：Eva Bosáková，1931年12月18日—1991年1月10日），旧姓维赫托娃（Věchtová），捷克体操运动员。她曾代表捷克斯洛伐克参加1952年、1956年和1960年夏季奥林匹克运动会体操比赛，获得一枚金牌、二枚银牌和一枚铜牌。